# Nectria quisquiliaris
Nectria quisquiliaris är en svampart som beskrevs av Cooke 1879. Nectria quisquiliaris ingår i släktet Nectria och familjen Nectriaceae.   Inga underarter finns listade i Catalogue of Life.